# ستار ورلد (شركة)
ستار ورلد (بالإنجليزية: Starworld) هي علامة تجارية للملابس مملوكة من قبل مجموعة دولية تمتلك نادي القطن الذي ينتج الملابس وهو مسوق ومصنع متكامل رأسياً. يقع مركز تصنيع الشركة والعلامة التجارية في الإسكندرية ، مصر ، والعلامة التجارية لديها مكاتب في وارينغتون (إنجلترا) ، ألفين آن دن راين (هولندا) ونيقوسيا (قبرص).

## نبذة
تم تطوير العلامة التجارية لأول مرة في التسعينيات ولنادي القطن الذي له الحق الوحيد في إنتاج وبيع ستار ورلد إلى سوق زخرفة الملابس الأوروبية.وعبارة عن مصنع بيئي وأخلاقي معتمد تمامًا معتمد من وراب وسميتا و مواصفات اوكو تكس-100 و ريتش. المصنع حاصل على شهادة جوتس بمعنى أنه يمكن أن ينتج ملابس عضوية. وقد أدى ذلك إلى إنتاج ملابس ستار ورلد بموجب شهادات رائدة في السوق.
تستخدم العلامة التجارية القطن نسج الحلقة كقطعة قياسية جنبا إلى جنب مع القطن المصري الشهير طويل التيلة.
يتم استخدام العلامة التجارية ستار ورلد بواسطة نادي القطن لتسويق مجموعة واسعة من الضروريات الملابس:
- أكتيف وير، مثل أداء الملابس الرياضية.
- ملابس غير رسمية، مثل القمصان ، الصوف، قمصان البولو وبلوزات.

## روابط خارجية
- الموقع الرسمي
- موقع الشركة المصنعة